# Unicodeblock Vereinheitlichte CJK-Ideogramme

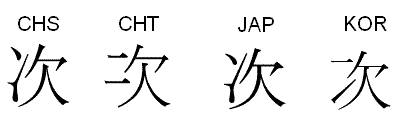
CJK-Ideogramm 次 in Kurzzeichen, Langzeichen, Kanji und Hanja

Der Unicodeblock Vereinheitlichte CJK-Ideogramme (engl. CJK Unified Ideographs, U+4E00 bis U+9FFF) enthält die grundlegenden chinesischen Schriftzeichen, die nicht nur in der chinesischen Schrift benutzt werden, sondern unter dem Namen Kanji auch einen Bestandteil der japanischen und als Hanja einen kleinen Teil der in Südkorea benutzten koreanischen Schrift ausmachen. Viele Zeichen in diesem Block werden in allen drei Schriftsystemen benutzt, viele aber auch nur in einem oder zweien der drei. Als Chữ nôm wurden chinesische Schriftzeichen früher auch für das Vietnamesische benutzt. Die Sortierung der ursprünglichen 20.902 Zeichen folgt der Sortierung im Kangxi-Wörterbuch nach Radikalen, wobei die Zeichen mit der geringsten Anzahl an Strichen zuerst gelistet sind.
Die Bezeichnungen „Ideographs“ im Original bzw. „Ideogramme“ in der Übersetzung sind irreführend, da die damit dargestellten Schriften strenggenommen keine Begriffsschriften (vgl. Ideographie) sind.
Der Block ist Resultat der vor allem im Fernen Osten kontroversen Han-Vereinheitlichung (englisch han unification), die chinesische, japanische, und koreanische Zeichen an derselben Stelle kodiert und die Darstellung des jeweiligen Zeichens von der ausgewählten Schrift abhängig macht. Als einziger Unicode-Block mit CJK-Zeichen fiel dieser Block jedoch unter die source separation rule, die besagt, dass Zeichen, die in einem früheren Zeichensatz separat kodiert wurden, auch in Unicode separat kodiert werden.
Seit der Unicode-Version 5.1 ist es mit Variantenselektoren möglich, bestimmte Varianten von CJK-Ideogrammen anzuzeigen.

## Tabelle
Die Zeichen belegen in geschlossener Reihenfolge die Codepoints U+4E00 bis U+9FFC. Alle Zeichen haben die allgemeine Kategorie „Anderer Buchstabe“ und die bidirektionale Klasse „Links nach rechts“. Benannt sind sie nach dem Schema „CJK UNIFIED IDEOGRAPH-XXXX“, wobei „XXXX“ der hexadezimale Codepoint ist.
| Unicodenummer  | Zeichen (400 %) | Offizielle Bezeichnung     | Beschreibung       |
| -------------- | --------------- | -------------------------- | ------------------ |
| U+4E00 (19968) | 一              | CJK UNIFIED IDEOGRAPH-4E00 | CJK-Ideogramm 4E00 |
| U+4E01 (19969) | 丁              | CJK UNIFIED IDEOGRAPH-4E01 | CJK-Ideogramm 4E01 |
| •              | •               | •                          | •                  |
| U+9FFB (40955) | 鿻              | CJK UNIFIED IDEOGRAPH-9FFB | CJK-Ideogramm 9FFB |
| U+9FFC (40956) | 鿼              | CJK UNIFIED IDEOGRAPH-9FFC | CJK-Ideogramm 9FFC |

## Zeichentabelle
Aufgrund der Größe dieses Blocks befindet sich die Zeichentabelle aufgeteilt unter:
- Unicodeblock Vereinheitlichte CJK-Ideogramme/4E00 bis 5FFF
- Unicodeblock Vereinheitlichte CJK-Ideogramme/6000 bis 7FFF
- Unicodeblock Vereinheitlichte CJK-Ideogramme/8000 bis 9FFF

## Grafiktafeln
Aufgrund der Größe dieses Blocks befinden sich die Grafiktafeln unter Unicodeblock Vereinheitlichte CJK-Ideogramme/Grafiktafeln.